# ザフィルルカスト
ザフィルルカスト（Zafirlukast）は、経口ロイコトリエン受容体拮抗薬（LTRA）の一つであり、気管支喘息の治療に用いられる。しばしば吸入ステロイド薬および／または長時間型気管支拡張薬と併用される。錠剤であり、1日2回服用する。類薬のモンテルカストは1日1回である。また5-リポキシゲナーゼ阻害薬のジレウトン（日本未承認）は1日4回投与である。ザフィルルカストは台湾、中国、英国、イタリア、スペイン、米国、カナダ、ブラジル、トルコ等、世界60ヶ国以上で販売されている。商品名アコレート、アストラゼネカ製造販売。劇症肝炎を含む重篤な肝機能障害を起こすことから、日本では2014年に販売中止となった。

## 副作用
添付文書に記載されている重大な副作用は、劇症肝炎（0.1%未満）、肝機能障害（0.1%未満）、黄疸（0.1%未満）、無顆粒球症、好酸球性肺炎である。

### 添付文書改訂
1977年7月、米国FDAは、ザフィルルカストを服用中で経口ステロイドを減量中の患者について、下記の様に添付文書に記載するよう指示した。
警告 - 好酸球性疾患：ザフィルルカスト服用中で経口ステロイドを減量する場合、好酸球増加、血管拡張性潮紅、肺症状の悪化、循環器系合併症、神経障害（しばしば好酸球性多発血管炎性肉芽腫症を伴う）、全身性好酸球性血管炎が発現することがある。ザフィルルカストとの因果関係は確証されていないが、ステロイドの減量には慎重を期する事。

## 作用機序
ザフィルルカストはCysLT1受容体へのシステイニルロイコトリエンの結合を阻害し、気道狭窄を緩和し、肺の粘液分泌を抑え、気管での炎症を低減する。

## 薬物動態
健常成人にザフィルルカスト40mgを単回経口投与した時、Tmaxは2時間でCmax（最高血中濃度）は697ng/L、t1/2（血中半減期）は12〜20時間であった。健常男性に20mgを単回経口投与した時、t1/2は平均5.6時間であった。